# Miss Dollar

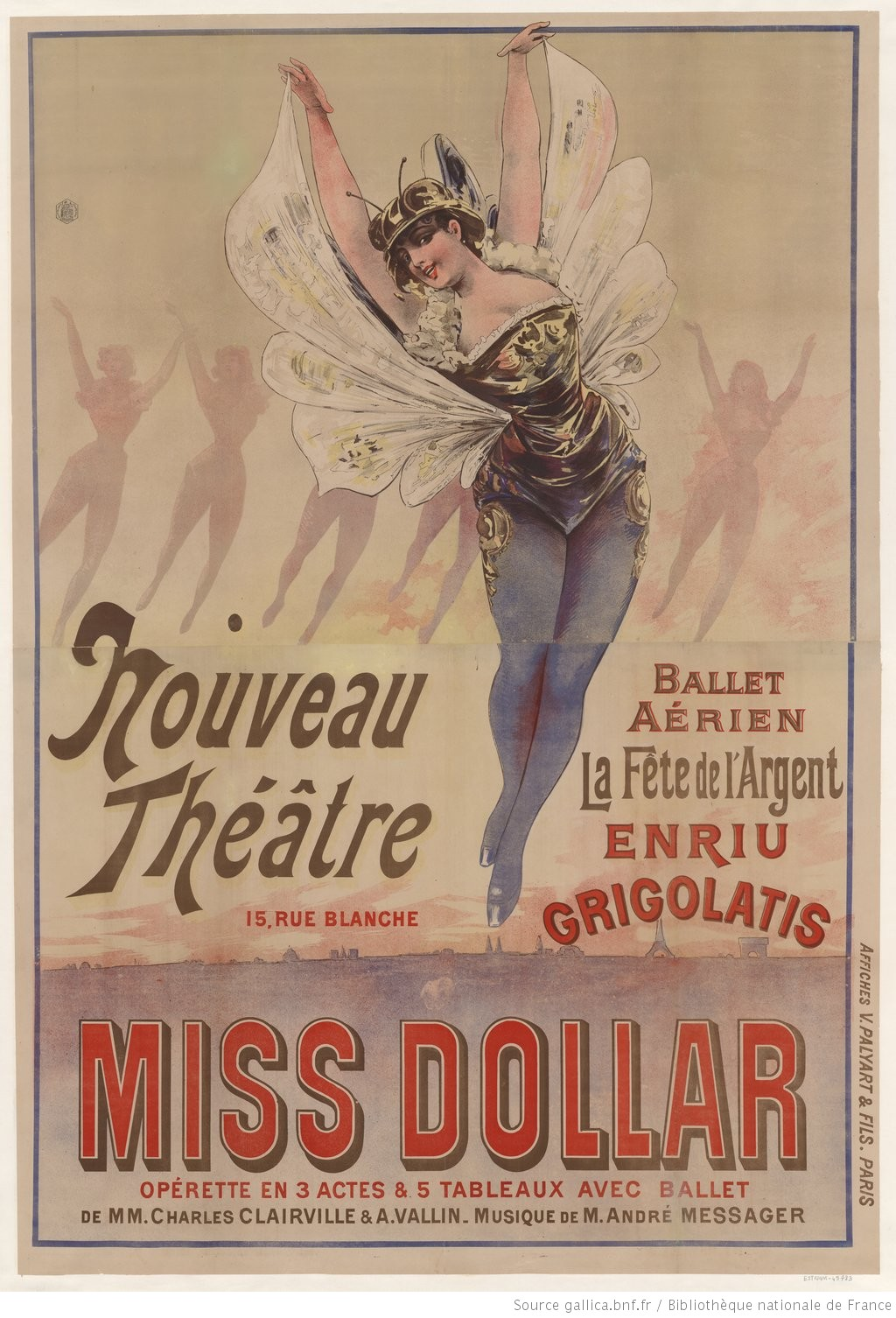
Affisch från 1894 till Miss Dollar.

Miss Dollar är en operett i tre akter med musik av André Messager och libretto av Charles Clairville och Albert Vallin. Den hade premiär den 22 december 1893 på Nouveau Théâtre i Paris.

## Roller
- Nelly
- Gaëtan
- Durozoir
- Sam Truckson
- Colombella
- Nadine
- Turlure
- Renée
- Des Esbrouffettes
- Le Commissaire

## Handling
Operetten handlar om en ung och rik amerikansk kvinnas omintetgjorda kärleksaffärer. Hennes farbror försöker tvinga på henne en mer fördelaktig partner än den hon har valt: Gaëtan. Efter många diskussioner och ett första äktenskap kommer farbrodern så småningom att ge sig.